# Herb Jasła
Herb Jasła – jeden z symboli miasta Jasło w postaci herbu.

## Wygląd i symbolika
Herb przedstawia na czerwonym polu tarczy gotyckiej złoty monogram „JAR”, nad nim złota korona trójlistna.

## Historia
Herb pochodzi z czasów panowania dynastii Jagiellonów, a łączy się z osobą Jana I Olbrachta o czym świadczy monogram królewski JAR (Joannes Albertus Rex) oraz korona królewska.